# Хайысардах
Хайысарда́х (якут. Хайыһардаах) — село в Верхоянском улусе Республики Саха (Якутия) России. Административный центр и единственный населённый пункт Эльгесского наслега.

## География
Село находится в северной части Якутии, на правом берегу реки Яна, на расстоянии примерно 32 км (по прямой) к северо-северо-востоку (NNE) от посёлка Батагай, административного центра улуса. Абсолютная высота — 131 м над уровнем моря.
Климат
Климат характеризуется как резко континентальный, с продолжительной морозной малоснежной зимой и коротким прохладным летом. Средняя температура воздуха самого тёплого месяца (июля) составляет 16-17 °C; самого холодного (января) — −38 − −48 °C. Среднегодовое количество атмосферных осадков составляет 150—300 мм. Снежный покров держится в течение 215—235 дней в году.
Часовой пояс
Село Хайысардах находится в часовой зоне МСК+7. Смещение применяемого времени относительно UTC составляет +10:00.

## Население
| 2002 | 2010 | 2012 | 2013 | 2014 | 2015 | 2016 |
| ---- | ---- | ---- | ---- | ---- | ---- | ---- |
| 343  | ↗403 | ↘396 | ↘392 | ↘386 | ↘379 | ↗380 |
| 2017 | 2018 | 2019 | 2020 | 2021 |      |      |
| ↘368 | ↘364 | ↘362 | ↗364 | →364 |      |      |

Половой состав
По данным Всероссийской переписи населения 2010 года, в гендерной структуре населения мужчины составляли 49,4 %, женщины — соответственно 50,6 %.
Национальный состав
Согласно результатам переписи 2002 года, в национальной структуре населения якуты составляли 97 % из 343 чел.

## Улицы
| - ул. Лесная, - ул. Молодёжная, - ул. Петра Климовского, - ул. Петра Рожина, | - ул. Христофора Горохова, - ул. Центральная, - ул. Школьная, - ул. Энергетиков. |